# Oleksandra Matviichuk
Olexandra Viatcheslavivna Matviitchuk (em ucraniano:  Олександра В’ячеславівна Матвійчук; nascido em 8 de outubro de 1983) é uma advogada ucraniana dos direitos humanos e líder da sociedade civil baseado em Kiev. Ela dirige a organização sem fins lucrativos Centro de Liberdades Civis, que ganhou o prêmio Nobel da paz em 2022, e é uma militante ativa por reformas democráticas em seu país e na região da OSCE.

## Educação
Oleksandra Matviichuk frequentou a Taras Shevchenko National University of Kyiv, graduando-se em 2007, quando recebeu um LL. M. Em 2017, ela se tornou a primeira mulher a participar do Programa de Líderes Emergentes Ucranianos da Universidade de Stanford.

## Carreira
Matviichuk começou a trabalhar para a organização sem fins lucrativos Centro de Liberdades Civis em 2007, quando foi criada.
Em 2012, Matviichuk tornou-se membro do Conselho Consultivo do Comissário para os Direitos Humanos do parlamento nacional da Ucrânia (o Conselho Supremo da Ucrânia).
Após a violenta repressão de manifestações pacíficas na Praça da Independência em Kiev em 30 de novembro de 2013, ela coordenou o uk iniciativa cívica. O objetivo do Euromaidan SOS era fornecer assistência jurídica às vítimas do Euromaidan em Kiev e outras cidades ucranianas, bem como coletar e analisar informações para proteger os manifestantes e fornecer avaliações provisórias da situação. Desde então, Matviichuk realizou várias campanhas internacionais de mobilização para a libertação de prisioneiros de consciência, como a campanha #letmypeoplego e a ação global #Save OlegSentsov para a libertação de pessoas presas ilegalmente na Rússia e na Crimeia e Donbass ocupadas. Ela é autora de vários relatórios para vários órgãos da ONU, Conselho da Europa, União Européia, OSCE e várias submissões ao Tribunal Penal Internacional em Haia.
Em 4 de junho de 2021, Matviichuk foi nomeada para o Comitê das Nações Unidas contra a Tortura e fez história como a primeira mulher candidata da Ucrânia ao órgão de tratado da ONU. Ela concorreu em uma plataforma para limitar a violência contra as mulheres em conflitos.
Entre a Revolução da Dignidade e 2022, ela se concentrou na documentação de crimes de guerra durante a Guerra em Donbass. Conhecendo o então vice-presidente dos Estados Unidos Joe Biden em 2014, ela defendeu mais apoio de armas para ajudar a acabar com a guerra.
Após a invasão russa da Ucrânia em 2022, Matviichuk apareceu em vários meios de comunicação internacionais para representar a sociedade civil ucraniana, particularmente em relação a questões relacionadas a deslocados internos e à questão de crimes de guerra, bem como outras questões de direitos humanos. De acordo com a Foreign Policy, ela defendeu a criação de um 'tribunal híbrido' especial para investigar questões de crimes de guerra e violações de direitos humanos devido ao grande número de questões.

## Prêmios e honras
Em 2007, Oleksandra Matviichuk recebeu o Prêmio Vasyl Stus por realizações notáveis neste campo, posição cívica clara e presença ativa no espaço cultural ucraniano. Ela é a vencedora mais jovem da história do prêmio.

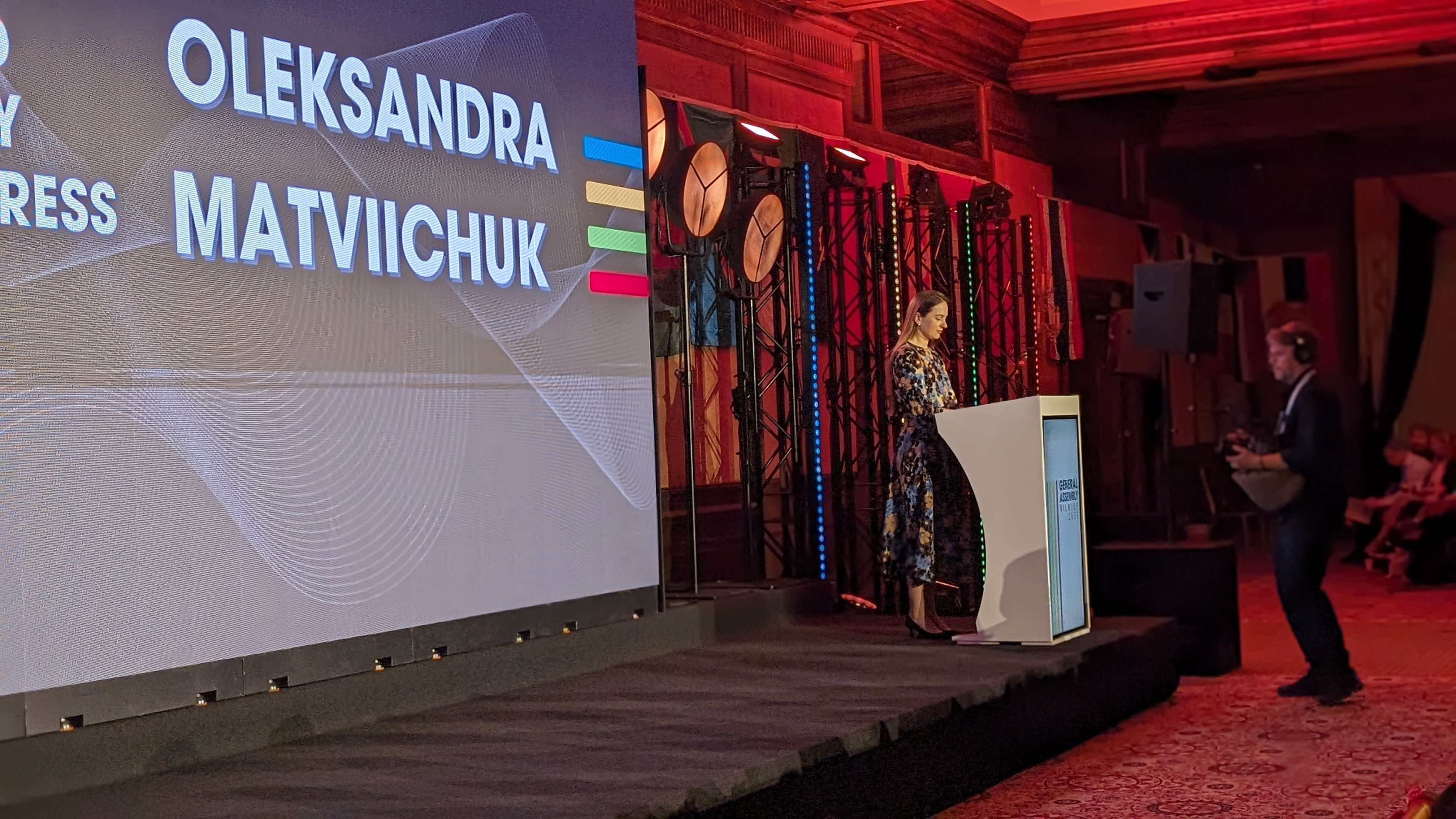

Em 2015, Matviichuk foi laureado com o Prêmio Lindebrække de democracia e direitos humanos norueguês. Presidente do júri e ex-ministro das Relações Exteriores da Noruega, Jan Petersen motivou a seleção: É importante apoiar e homenagear aqueles que participaram do movimento democrático da Ucrânia. Aqueles que trabalharam dia e noite, defendendo um desenvolvimento democrático na Ucrânia – e depois investigando os crimes que ocorreram em Maidan. O vencedor deste ano do Prêmio Sjur Lindebrække para os Direitos Humanos da Democracia é uma dessas vozes. Em 24 de fevereiro de 2016, 16 delegações da OSCE reconheceram Matviychuk com seu primeiro Prêmio Defensor da Democracia por Contribuição exclusiva para a promoção da democracia e dos direitos humanos. A Embaixada dos EUA na Ucrânia reconheceu Matviichuk como a Mulher de Coragem da Ucrânia em 2017 por sua dedicação constante e corajosa na defesa dos direitos do povo ucraniano. Em setembro de 2022, Matviichuk e o Centro de Liberdades Civis (a organização chefiada por Matviichuk) estavam entre os laureados com o Right Livelihood Award por seu trabalho com instituições democráticas ucranianas e pela busca de responsabilização por crimes de guerra. Ela foi homenageada como uma das 100 mulheres da BBC em dezembro de 2022.
O Center for Civil Liberties recebeu o Prêmio Nobel da Paz de 2022, juntamente com Ales Bialiatski e a organização russa Memorial. Este foi o primeiro Prêmio Nobel concedido a um cidadão ou organização ucraniana.
Resumo
- 2022 - Prêmio Right Livelihood
- 2021 - Candidato da Ucrânia ao Comitê da ONU contra a Tortura[10][21]
- 2017 - Prêmio "Mulher de Coragem Ucraniana" da Embaixada dos EUA.[16][22]
- 2016 - Prêmio Defensor da Democracia, Assembleia Parlamentar da OSCE[15]
- 2015 - Prêmio Sjur Lindebrække de Democracia e Direitos Humanos, concedido pelo partido político de centro-direita norueguês Høyre[14][22]
- 2007 - Prêmio Vasyl Stus, Centro Ucraniano do PEN International[23]

## Principais publicações em inglês
"A Península do Medo: Crônicas de Ocupação e Violação dos Direitos Humanos na Crimeia".
"The Price of Freedom" - Resumo do relatório público de organizações de direitos humanos sobre crimes contra a humanidade cometidos durante o período de Euromaidan.
"28 Reféns do Kremlin" - Principais violações e perspectivas de libertação.